# 1-й флот (США)
1-й флот (США) (англ. United States First Fleet) — військове об'єднання військово-морських сил США, оперативний флот військово-морських сил Збройних сил США, що існував з 1946 до 1973 року у складі Тихоокеанського флоту. Зоною відповідальності флоту була північно-західна частина Тихого океану (Аляска та Алеутські острови). 1 лютого 1973 року 1-й флот розформований, його складові передані до 3-го флоту ВМС США.

## Список командувачів 1-го флоту США
| N   | Фото | Ім'я                         | Початок         | Завершення      | Прим. |
| --- | ---- | ---------------------------- | --------------- | --------------- | ----- |
| 1.  |      | адмірал Альфред Монтгомері   | 1 січня 1947    | 14 серпня 1947  |       |
| 2.  |      | віцеадмірал Джордж Мюррей    | 14 серпня 1947  | серпень 1948    |       |
| 3.  |      | віцеадмірал Лоуренс Дюбос    | серпень 1948    | 8 січня 1949    |       |
| 4.  |      | віцеадмірал Джеральд Боган   | 8 січня 1949    | 1 лютого 1950   |       |
| 5.  |      | віцеадмірал Томас Спрег      | 1 лютого 1950   | березень 1950   |       |
| 6.  |      | віцеадмірал Кальвін Даргін   | березень 1950   | 15 лютого 1951  |       |
| 7.  |      | віцеадмірал Гарольд Мартин   | 15 лютого 1951  | 28 березня 1951 |       |
| 8.  |      | віцеадмірал Артур Страбл     | 28 березня 1951 | 24 березня 1952 |       |
| 9.  |      | віцеадмірал Джозеф Кларк     | 24 березня 1952 | 20 травня 1952  |       |
| 10. |      | віцеадмірал Інгольф Кіланд   | 20 травня 1952  | 16 липня 1952   |       |
| 11. |      | віцеадмірал Ральф Офсті      | 16 липня 1952   | 23 лютого 1953  |       |
| 12. |      | віцеадмірал Гарольд Мартин   | 23 лютого 1953  | 1 жовтня 1953   |       |
| 13. |      | віцеадмірал Вільям Філіпс    | 1 жовтня 1953   | 1 серпня 1955   |       |
| 14. |      | віцеадмірал Герберт Гопвуд   | 1 серпня 1955   | 18 червня 1956  |       |
| 15. |      | віцеадмірал Роберт Деннісон  | 18 червня 1956  | 23 липня 1958   |       |
| 16. |      | віцеадмірал Рутвен Ліббі     | 23 липня 1958   | 30 квітня 1960  |       |
| 17. |      | віцеадмірал Улісс Грант Шарп | 30 квітня 1960  | 14 липня 1960   |       |
| 18. |      | віцеадмірал Чарльз Мелсон    | 14 липня 1960   | 12 квітня 1962  |       |
| 19. |      | віцеадмірал Френк Вірден     | 12 квітня 1962  | 5 травня 1962   |       |
| 20. |      | віцеадмірал Роберт Кейт      | 5 травня 1962   | 11 грудня 1963  |       |
| 21. |      | віцеадмірал Пол Струп        | 11 грудня 1963  | 25 січня 1964   |       |
| 22. |      | віцеадмірал Ефраїм Голмс     | 25 січня 1964   | 18 липня 1964   |       |
| 23. |      | віцеадмірал Лоусон Ремедж    | 18 липня 1964   | 29 липня 1966   |       |
| 24. |      | віцеадмірал Бернард Родер    | 29 липня 1966   | 30 вересня 1969 |       |
| 25. |      | віцеадмірал Ісаак Кід        | 30 вересня 1969 | 1 серпня 1970   |       |
| 26. |      | віцеадмірал Реймонд Пит      | 1 серпня 1970   | 15 травня 1972  |       |
| 27. |      | віцеадмірал Нелз Джонсон     | 15 травня 1972  | 17 липня 1972   |       |
| 28. |      | віцеадмірал Джеймс Калверт   | 17 липня 1972   | 30 січня 1973   |       |